# Солтанов, Павел Алексеевич
Павел Алексеевич Солтанов (14 мая 1839 — 7 декабря 1915, Петроград) — российский военный деятель, заведующий эмеритальной кассой военно-сухопутного ведомства, член Военного совета Российской империи, генерал от артиллерии.

## Биография
Солтанов родился 14 мая 1839 года и происходил из дворян Московской губернии. Получив образование в 1-м Московском кадетском корпусе, 6 июня 1856 года был выпущен прапорщиком в лейб-гвардии Финляндский полк с прикомандированием к Михайловской артиллерийской академии, которую окончил по 1-му разряду в 1859 году и был прикомандирован к лейб-гвардии Конной артиллерии. Произведённый 30 августа 1860 года в подпоручики, а 23 апреля 1861 года — в поручики, Солтанов в апреле 1863 года был прикомандрован для письменных занятий к Главному артиллерийскому управлению, а 16 сентября 1864 года переведён секретарём в Канцелярию Военного министерства, получив в этой должности чины штабс-капитана (30 августа 1865 года) и капитана (16 апреля 1867 года).
Службу в Канцелярии Военного министерства Солтанов нёс на протяжении трети века, состоя сначала помощником делопроизводителя (с 7 мая 1867 года), затем делопроизводителем (с 15 апреля 1868 года) и с 1 марта 1880 года по 4 января 1899 года — заведующим эмеритальным отделом, неоднократно исправляя должность помощника начальника Канцелярии и получив за это время чины полковника (7 апреля 1870 года), генерал-майора (26 февраля 1881 года) и генерал-лейтенанта (30 августа 1891 года).
А. Ф. Редигер, назначенный в 1898 году начальником Канцелярии Военного министерства, писал о работе эмеритального отдела:

Я уже упоминал о том, что первый из них ведал своими многочисленными, но простыми делами вполне самостоятельно, и они редко доходили до начальника Канцелярии, так что этот отдел мне не мог доставлять никаких забот; во главе его уже восемнадцать лет стоял генерал-лейтенант Солтанов, отлично знавший своё дело, прекрасный человек, которого я искренне уважал и на которого привык смотреть как на старшего товарища, так как при моём поступлении в Канцелярию уже застал его в генеральском чине; Солтанов самым корректным образом стал в роль подчинённого, но мне было обидно за него и я всячески старался щадить его самолюбие

С 1882 года высочайше был назначен членом Комиссии по устройству казарм при Военном совете.
В связи с просьбой члена Военного совета генерала О. П. Резвого уволить его с 1 января 1899 года от заведования эмеритальной кассой военно-сухопутного ведомства, Редигер ходатайствовал перед военным министром А. Н. Куропаткиным о назначении Солтанова членом Военного Совета и заведующим кассой, но Куропаткин одобрил только вторую часть предложения, и 4 января 1899 года Солтанов был назначен на вновь учреждённую должность заведующего эмеритальной кассой военно-сухопутного ведомства с правом голоса в Военном Совете при обсуждении дел, касающихся кассы. В 1899 году награждён орденом Святого Александра Невского, в 1896 году ему была объявлена Высочайшая благодарность, а в 1901 году — Высочайшее благоволение ("за успешные и полезные труды при пересмотре положения об эмеритальной кассе военно-сухопутного ведомства), в 1900 году получил знак отличия за XL лет беспорочной службы.
4 сентября 1904 года Солтанов был освобождён от должности заведующего эмеритальной кассой с назначением членом Военного совета (по ходатайству государственного контролёра П. Л. Лобко), и оставался в его составе вплоть до своей смерти (несмотря на введённый предельный срок пребывания в Военном Совете). 6 декабря 1904 года произведён в генералы от артиллерии, в 1906 году был награждён бриллиантовыми знаками ордена Святого Александра Невского, а в 1911 году — орденом Святого Владимира 1-й степени.
Продолжая служебную деятельность вплоть до последних дней жизни, Солтанов скончался в Петрограде 7 декабря 1915 года в возрасте 76 лет, 17 декабря 1915 года — исключён из списков умершим.

## Награды
За свою службу Солтанов был отмечен многочисленными орденами, в их числе:
- Орден Святого Владимира 4-й степени (1867 год)
- Орден Святой Анны 2-й степени (1871 год)
- Орден Святого Владимира 3-й степени (1874 год)
- Орден Святого Станислава 1-й степени (1881 год)
- Орден Святой Анны 1-й степени (1883 год)
- Орден Святого Владимира 2-й степени (1886 год)
- Орден Белого орла (1894 год)
- Орден Святого Александра Невского (6 декабря 1899 года; бриллиантовые знаки этого ордена пожалованы 6 декабря 1906 года)
- Орден Святого Владимира 1-й степени (1911 год)